# Sondarö
Sondarö och Hästön med Hamnholmen, Lötholmen och Träskesholmen är en ö i Finland. Den ligger i Finska viken och i kommunen Lovisa i den ekonomiska regionen  Lovisa i landskapet Nyland, i den södra delen av landet. Ön ligger omkring 60 kilometer öster om Helsingfors.
Öns area är 5,06 kvadratkilometer och dess största längd är 5,9 kilometer i sydöst-nordvästlig riktning.

## Sammansmälta delöar
- Sondarö 60°17′35″N 26°03′40″Ö / 60.29299°N 26.061°Ö
- Hästön 60°17′06″N 26°06′42″Ö / 60.28488°N 26.11156°Ö
- Hamnholmen 60°16′20″N 26°06′38″Ö / 60.2723°N 26.11053°Ö
- Lötholmen 60°16′31″N 26°06′57″Ö / 60.27538°N 26.11578°Ö
- Träskesholmen 60°17′00″N 26°08′14″Ö / 60.28325°N 26.13711°Ö

## Klimat
Inlandsklimat råder i trakten. Årsmedeltemperaturen i trakten är 4 °C. Den varmaste månaden är augusti, då medeltemperaturen är 17 °C, och den kallaste är januari, med −6 °C.